# Comitetul Olimpic Internațional
Comitetul Internațional Olimpic (cu acronimele CIO sau IOC) este o organizație cu sediul la Lausanne (Elveția) înființată de Pierre de Coubertin și Demetrios Vikelas la data de 23 iunie 1894. Cei 205 membri sunt comitetele olimpice naționale (în România: COSR, în Republica Moldova: CNOS).

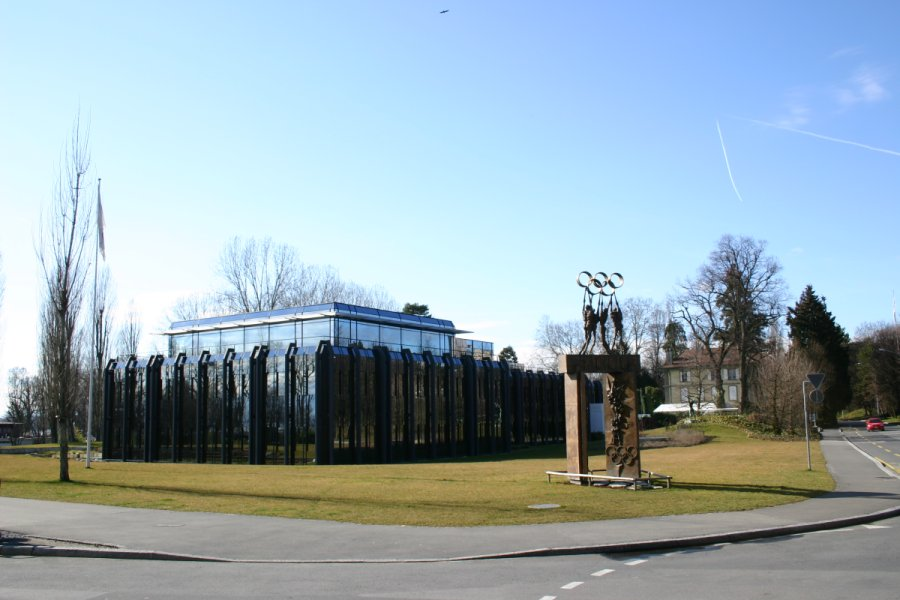
Sediul CIO în Lausanne.

Comitetul organizează jocurile olimpice moderne de vară și de iarnă o dată la patru ani. Prima Olimpiadă de vară s-a desfășurat în 1896 la Atena (Grecia), iar prima Olimpiadă de iarnă în 1924 la Chamonix (Franța). Până în anul 1992, ambele olimpiade (și cea de vară, și cea de iarnă) s-au desfășurat în același an. După acest an, Comitetul Internațional Olimpic a decis ca olimpiada de iarnă să se organizeze în anii pari dintre două olimpiade de vară.

## Președinți
- Demetrios Vikelas (1894–1896)
- Pierre de Coubertin (1896–1916)
- Godefroy de Blonay (interimar, 1916–1919)
- Pierre de Coubertin (1919–1925)
- Henri de Baillet-Latour (1925–1942)
- Sigfrid Edström (1946–1952)
- Avery Brundage (1952–1972)
- Michael Morris (1972–1980)
- Juan Antonio Samaranch (1980–2001)
- Jacques Rogge (2001–2013)
- Thomas Bach (2013-2025)
- Kirsty Coventry (din 2025)[2]